# 우록 김씨
우록 김씨(友鹿 金氏), 혹은 사성 김해 김씨(賜姓  金海 金氏)는 한국의 성씨이다.

## 역사
시조는 일본에서 귀화한 사야가(沙也可)이다. 임진왜란 때 조선에 귀화하여 조선 선조에게 김충선(金忠善)이라는 이름을 하사받았다. 후손들이 대구광역시 달성군 가창면 우록리에 집성촌을 이루고 있다.  김수로를 시조로 하는 김해 김씨와 구별하여, 사성(賜姓) 김해 김씨라고도 부른다.
병자호란 때 항왜병들은 북방 경비로 가게 되면서 함경도에 집중 배치되었다.

## 시조
시조는 일본인 사야가(沙也可)이다. 사야가는 임진왜란 때 21세의 나이로 일본군 가토 기요마사(加藤淸正)의 우선봉장(右先鋒將)으로 1592년(선조 25) 4월 13일 부산 동래에 상륙하여 조선을 침략하였으나, 이후 경상도병마절도사 박진(朴晉)에게 귀순하였다. 조선 선조에게 김해 김씨 성과 김충선(金忠善)이라는 이름을 하사받고 자헌대부(資憲大夫)에 올랐다.
1603년(선조 36년) 북방에서 여진족이 국경을 어지럽히자 국경방어를 자청하여 10년간 국경을 지키다 물러났고, 1624년 이괄(李适)의 난 때에는 다시 출정해 부장(副將) 서아지(徐牙之)의 목을베어 평정에 공을 세웠다. 1636년 병자호란 때에는 소명(召命)을 기다리지 않고, 광주(廣州) 쌍령(雙嶺)싸움에 출전하였다. 화의(和議)가 성립되자, 통곡하여 대구의 녹리(鹿里)로 돌아갔다. 진주목사 장춘점(張春點)의 딸과 혼인하여 대구광역시 달성군 가창면 우록리에 정착하여 살았다.

## 분파
김충선 김해 김씨(金忠善 金海 金氏)에서 직계 분적된 본관으로는 우록 김씨(友鹿 金氏)가 있다.

## 인구
사성 김해 김씨의 시조 김충선의 후손은 약 200,000여 명이다.

## 같이 보기
- 김충선